# دریاچه بوللوک
دریاچه بوللوک (انگلیسی: Lake Bolluk) یک دریاچه در استان قونیه کشور ترکیه است.